# دلتا جانکشن (آلاسکا)
دلتا جانکشن (به انگلیسی: Delta Junction) شهری در ناحیه سرشماری ساوت‌ایست فیربنکس ایالت آلاسکا است که جمعیت آن در سرشماری سال ۲۰۰۰ میلادی ۸۴۰ نفر بوده‌است.

## نگارخانه

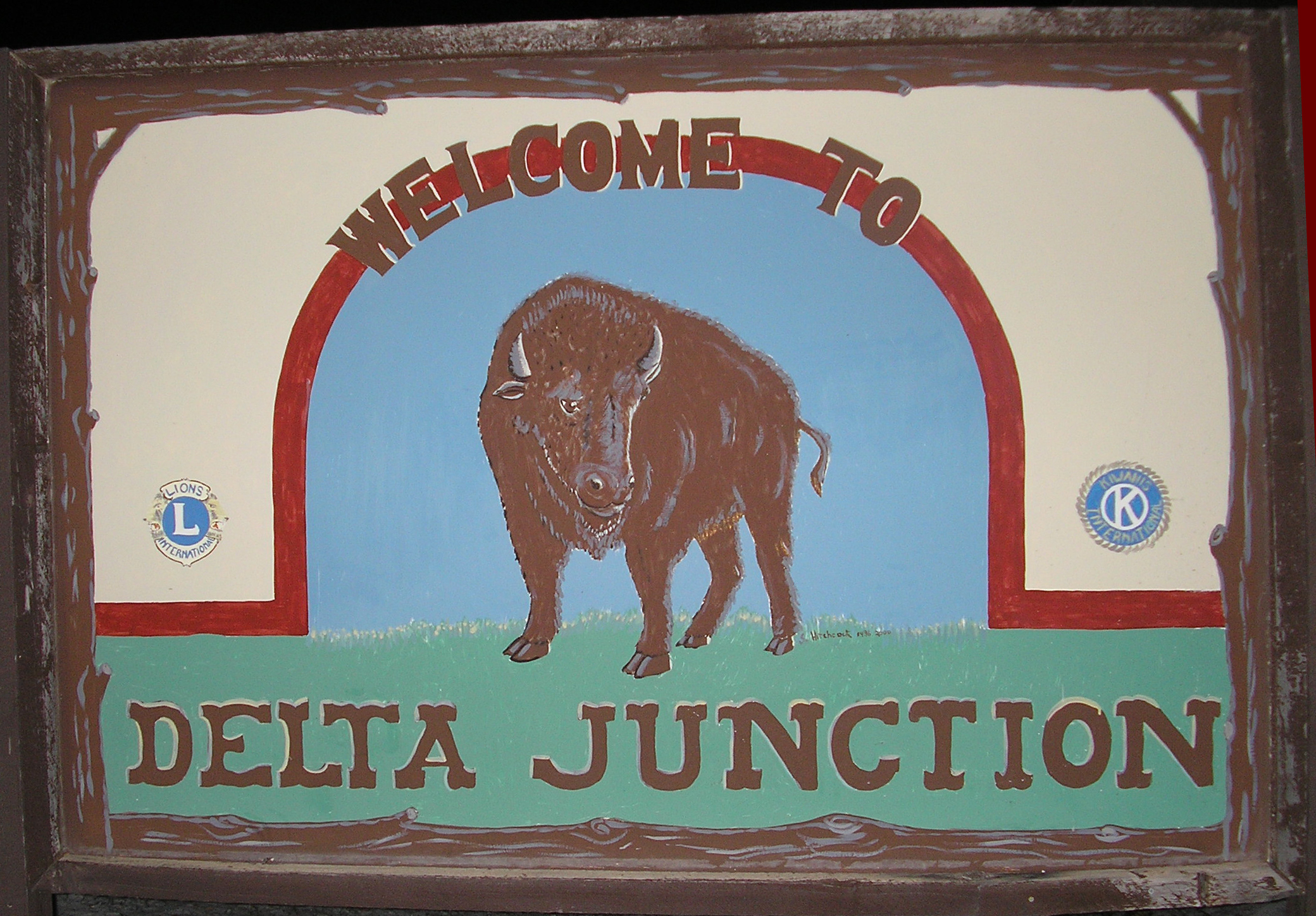
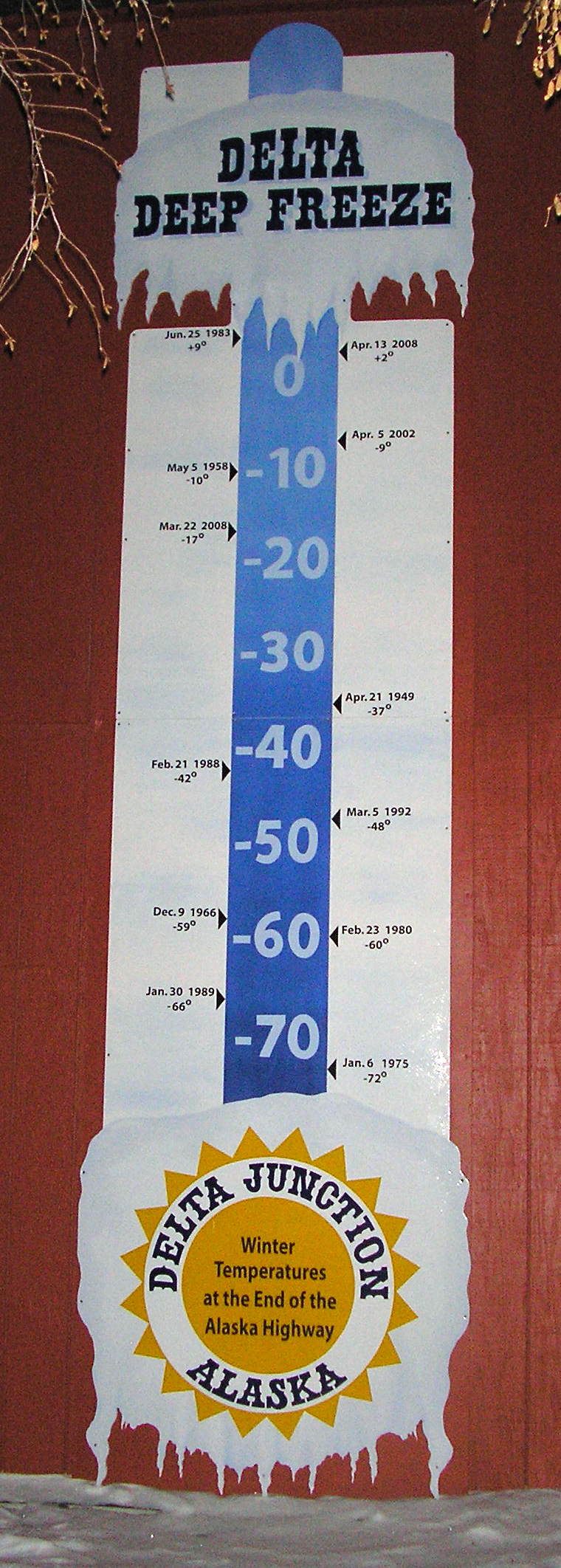
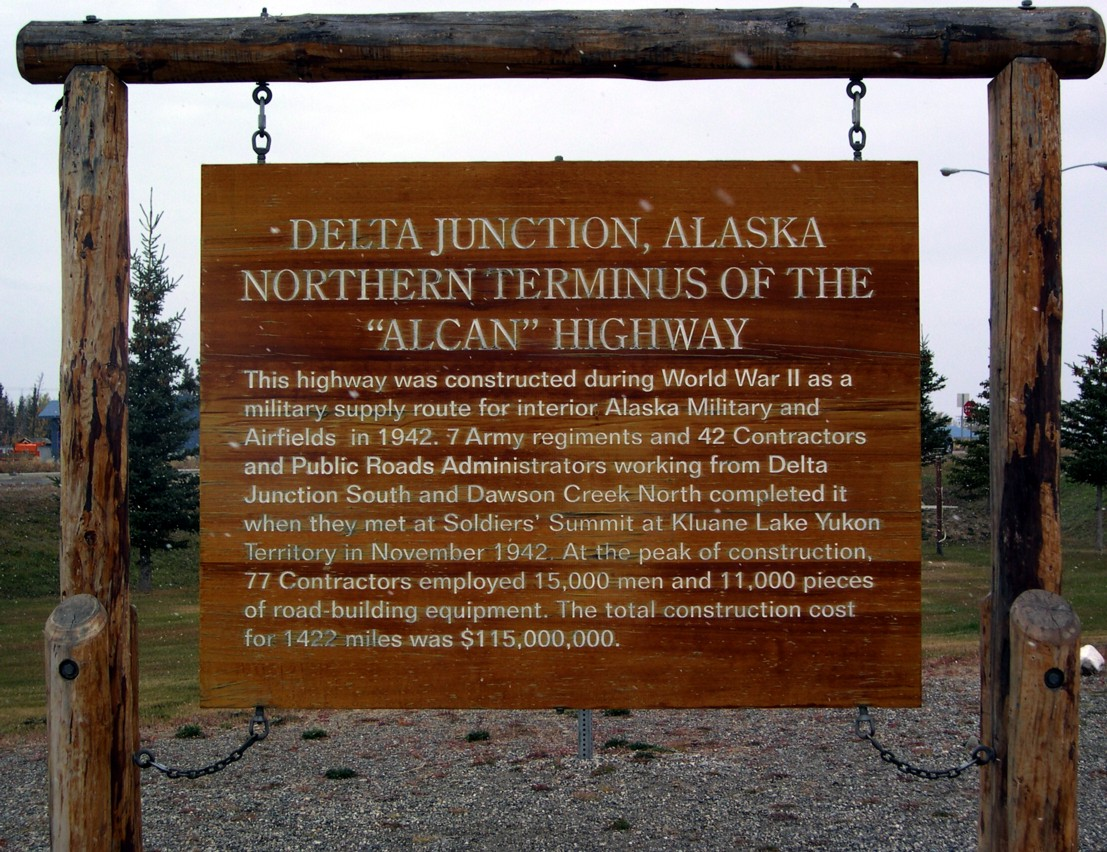